# Ein Sarg für Mr. Holloway
Ein Sarg für Mr. Holloway ist ein deutscher Fernsehkrimi aus dem Jahre 1968 von Harald Vock mit Wolfgang Weiser in der Titelrolle. Weitere Hauptrollen spielen Eric Pohlmann, Uwe Friedrichsen, Günther Neutze und Katrin Schaake.

## Handlung
In New York lässt der Chef eines Verbrechersyndikats einen Juwelier überfallen. Dabei werden wertvolle Diamanten geraubt, die aber von den flüchtigen Räubern (die wenig später umkommen) beim windigen Rechtsanwalt Doc Holloway versteckt werden. Der entdeckt die Edelsteine, schaltet schnell und setzt sich augenblicklich aus den Vereinigten Staaten ab. In Paris, so hofft Mr. Holloway, kann er die wertvollen Edelsteine unauffällig verkaufen. Doch so einfach lassen sich die amerikanischen Berufsverbrecher nicht übertölpeln. 
Bald hat er eine ganze Reihe von New Yorker Gangstern und anderer zwielichtiger Typen wie Mr. White an den Hacken, die ihm nicht nur ihr Diebesgut wieder abluchsen, sondern als Strafe auch noch den Diebesdieb eiskalt umbringen wollen. Der Boss fordert nicht weniger als einen Sarg für Mr. Holloway. Der hat jedoch nicht die skrupellosen Verbrecher, sondern außerdem bald die Pariser Polizei am Hals, die bereits Verdacht schöpft. In seinem Hotelzimmer, fortan der zentrale Handlungsort dieses Kriminalfilms, laufen schließlich sämtliche Fäden zusammen ...

## Produktionsnotizen
Ein Sarg für Mr. Holloway entstand im Herbst 1967 größtenteils im Studio Hamburg, mit Außenaufnahmen in Kiel (Foto rechts oben während der Dreharbeiten im Oktober 1967 u. a. mit Uwe Friedrichsen), New York und Paris. Die Erstausstrahlung erfolgte am 3. Februar 1968 im Abendprogramm der ARD. 
Wilhelm Wagner übernahm die Produktionsleitung. Der Kunstmaler, damalige NDR-Ausstattungschef und Filmarchitekt Lorenz Withalm schuf das Szenenbild, Hildegard Bürger die Kostüme.

## Wissenswertes
Dem langjährigen Unterhaltungschef des NDR-Fernsehens (u. a. Musik aus Studio B) und Showregisseur Vock gelang hiermit der Durchbruch als (Fernseh-)Filmregisseur.

## Rezeption
Auf tvtoday.de heißt es knapp: „Edgar Wallace trifft Jerry Cotton“.